# Ben Barnicoat

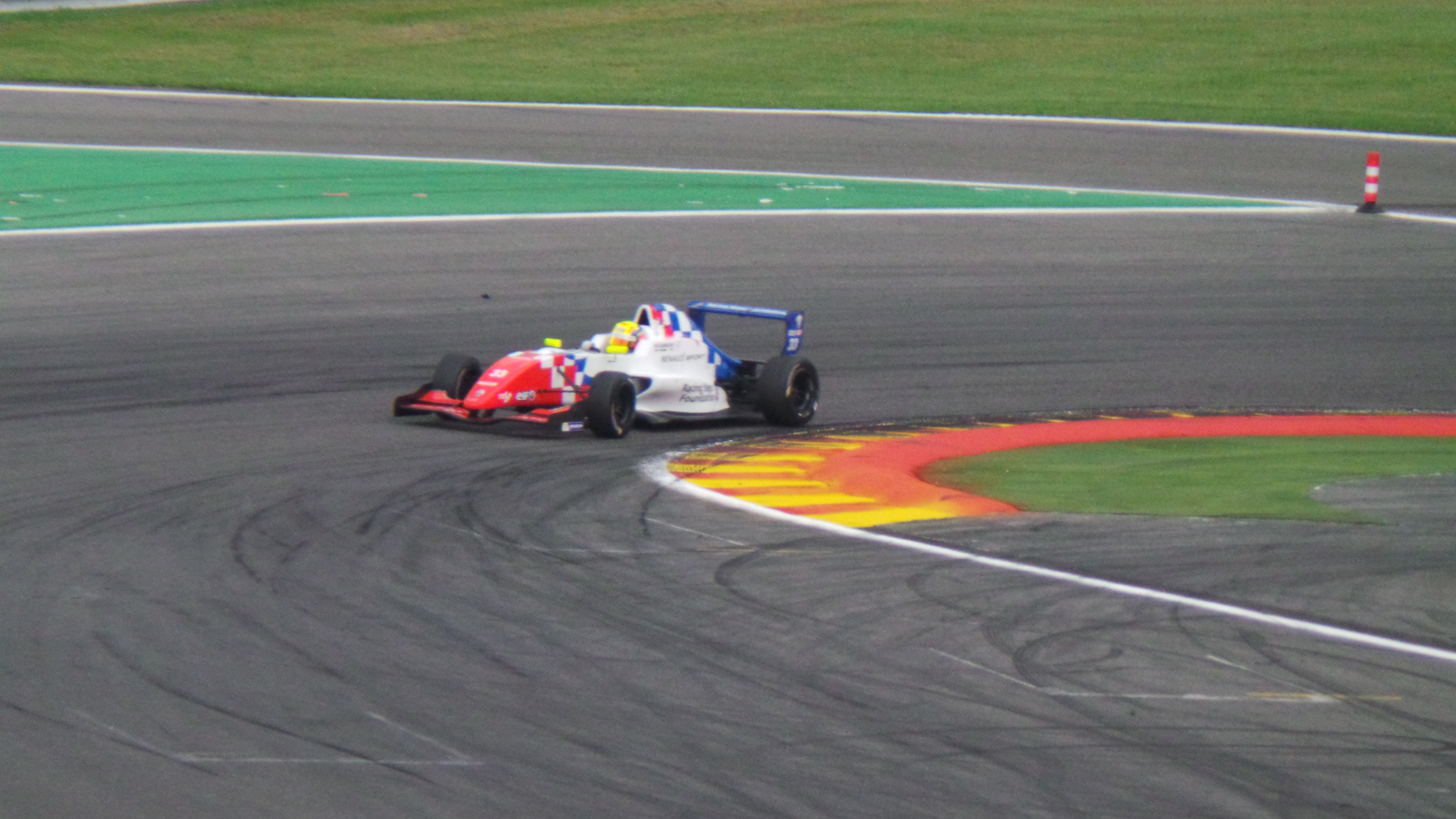
Ben Barnicoat op Spa-Francorchamps.

Ben Barnicoat (Chesterfield, 20 december 1996) is een Brits autocoureur. Hij maakte tussen 2010 en 2015 deel uit van het McLaren Young Driver Programme, het opleidingsprogramma van het Formule 1-team van McLaren. Hiernaast is hij ook onderdeel van de Racing Steps Foundation, een organisatie die jonge Britse coureurs helpt in verschillende juniorkampioenschappen.

## Carrière
Barnicoat begon zijn autosportcarrière in het karting op negenjarige leeftijd. In 2007 werd hij kampioen in de WTP Cadet Open en het Motors TV Cadet Karting Championship. Hiernaast werd hij ook vice-kampioen in de WTP "Little Green Man". In 2008 stapte hij over naar de KF3-categorie, waarin hij deelnam aan de MSA Formula Kart Starts, waarin hij de vierde plaats behaalde, en de Kartmasters GP, waarin hij zevende werd. In 2009 won hij zowel de Kartmasters GP als de Formula Kart Stars en werd tweede in het Super One Junior Championship. In 2012 werd hij kampioen in het CIK-FIA KF2 European Championship too.
Aan het eind van 2013 maakte Barnicoat zijn debuut in het formuleracing, waarbij hij uitkwam in de Protyre Formule Renault Autumn Cup voor het team Fortec Motorsports. Hij won het kampioenschap met twee overwinningen en één tweede plaats.
In 2014 reed Barnicoat fulltime in de Formule Renault 2.0 NEC voor Fortec. Met twee overwinningen op de Hockenheimring en het Autodrom Most werd hij kampioen met 258 punten, waarmee hij nipt Louis Delétraz voor wist te blijven. Hiernaast reed hij ook drie raceweekenden voor het team in de Formule Renault 2.0 Alps, waarin hij met een vierde plaats op Spa-Francorchamps als beste resultaat als veertiende in het kampioenschap eindigde met 32 punten. Tevens keerde hij terug in de Protyre Formule Renault, waarin hij enkel in het eerste raceweekend op de Rockingham Motor Speedway deelnam en in alle races als vijfde eindigen. Tot slot reed hij als gastrijder in het laatste raceweekend van de Eurocup Formule Renault 2.0 op het Circuito Permanente de Jerez, maar kwam hier in geen van beide races aan de finish.
In 2015 bleef Barnicoat voor Fortec rijden, maar stapte nu fulltime over naar de Eurocup Formule Renault 2.0. Hij kende een moeilijke start van het seizoen, maar door drie overwinningen op de Nürburgring, het Circuit Bugatti en het Circuito Permanente de Jerez in de tweede seizoenshelft wist hij achter Jack Aitken, Louis Delétraz en Kevin Jörg als vierde te eindigen in het kampioenschap met 174 punten. Hiernaast nam hij als gastrijder deel aan drie raceweekenden van de Formule Renault 2.0 Alps, waarin hij de laatste race op Jerez wist te winnen. Als afsluiter van het seizoen maakte hij zijn debuut in de BRDC Formule 4 Autumn Trophy en werd kampioen met drie overwinningen uit acht races.
In 2016 maakt Barnicoat zijn Formule 3-debuut in het Europees Formule 3-kampioenschap. Hij tekende oorspronkelijk voor het Prema Powerteam, maar later stapte hij over naar het terugkerende team HitechGP.